# Villa Bisonó
Villa Bisonó è un comune della Repubblica Dominicana di 42.210 abitanti, situato nella Provincia di Santiago.